# 菅井玲
菅井 玲（すがい れい、1982年11月10日 - ）は、日本の女優・タレントである。本名は同じ。

## 人物
- 趣味は酒、読書、ゴルフ。特技は日本舞踊。資格は乗馬4級、朗読検定2級、チャイルドマインダー。
- 姉が1人いる[1]。
- ホワィティという名前のネコを飼っている。
- 交通安全のつどい2015年春/赤坂警察一日署長
- 短編映画『公衆電話』で、第6回「映画少年映画祭」主演女優賞受賞／「BE LIFE ロンドン国際映画祭2021」Best Actress受賞
- 続編「カセットテープ」で、第23回『横浜映像天国』主演女優賞受賞

## 出演

### テレビドラマ
- ダイヤモンドガール 第9話（2003年、フジテレビ）
- ブラックジャックによろしく 第3話（2003年、TBS）
- 心はロンリー気持ちは「…」XI（2003年、フジテレビ）OL役
- セレブと貧乏太郎 第6話（2008年、フジテレビ）レポーター役
- 大河ドラマ 江〜姫たちの戦国〜（2011年、NHK）江の侍女役レギュラー
- 朝の連続テレビ小説梅ちゃん先生（2012年、NHK）看護婦役
- 終戦記念特別番組東京が戦場になった日（2014年、NHK）婦人役
- サイレント・プア 第3話（2014年、NHK）看護師役
- 土曜ドラマ ダークスーツ（2014年、NHK）副島冬子役レギュラー
- BSプレミアム ドルチェの雫（2016年、NHK）金子沙耶役
- 相棒 season14 最終回SP（2016年、テレビ朝日）宮家純惠役
- 吉祥寺だけが住みたい街ですか？ 第7話（2016年、テレビ東京）和子役
- 忠臣蔵の恋 ～四十八人目の忠臣 ～ 16話～20話（2017年、NHK）きん役
- おとり捜査官・北見志穂20（2017年、テレビ朝日）安達麻衣子役
- 刑事7人 第3シリーズ 第7話（2017年、テレビ朝日）冨樫弘美役
- 土曜時代劇 アシガール  第7話 (2017年、NHK) トヨ役
- 孤独のグルメ season7 第1話 (2018年4月7日、テレビ東京） - 客3 役
- 特捜9  第7話 (2018年、テレビ朝日) 福島ゆり役
- 遺留捜査 第2話 (2018年、テレビ朝日) 江藤日登美役
- 警視庁東京湾臨海署〜安積班（2019年、TBS）神山千春役
- 刑事7人 第6話（2019年、テレビ朝日）河村和子役
- 病室で念仏を唱えないでください 最終話（2020年、TBS）木村敦子役
- 遺留捜査 スペシャル（2020年、テレビ朝日）中間絵美役
- 今野敏サスペンス 警視庁臨海署安積班（2021年、テレビ東京） 高梨弥生役

### バラエティー
- 週刊BSデジタルマガジン（2003年、BSフジ）すてっちギャルNO.48
- 私は闘った！スター壮絶闘病記スペシャル（2003年、テレビ東京）上村愛子役
- 超VIP（2003年、フジテレビ）
- クイズ・ポーカーフェイス（2003年〜、フジテレビ）レギュラーアシスタント
- デジ屋台（2003年、TBS）デジモギャル
- アイドル温泉研究隊♯5（2003年、テレビ東京）
- おしゃれ!アイドル学園（2003年〜、テレビ東京）レギュラー
- クイズ!ヘキサゴン（2004年、フジテレビ）海外レポーター
- ワンナイR&R（2005年、フジテレビ）
- 静岡発!そこ知り（2006年、SBS）レポーター
- 美食結社（2006年、BS日テレ）薬剤師役
- 真冬に華やぐパラダイス（2007年、SBS）レポーター
- 静岡発!そこ知り（2007年、10月25日、SBS）レポーター
- 静岡発!そこ知り〜県民の日スペシャル〜（2007年、SBS）レポーター
- 21世紀テレビ検定カルチャーSHOwQ（2008年）ゲストパネラー
- 心の旅へ（2009年、BSJapan）
- ゴルフdeリゾート（2011年、BSJapan）軽井沢72ゴルフ
- ゴルフdeリゾート（2011年、BSJapan）グランフィールズカントリークラブ
- プロ野球選手の妻たち（2016年、TBS）盛田倫子役
- 偉人たちの健康診断 江戸の健康革命（2020年 NHK BSプレミアム）
- こわでん〜怖い伝説〜（ 2021年 NHK BSプレミアム）

### 映画
- ひいろ（2007年）綾乃役
- 九転十起の男2〜激動篇〜（2007年）マン役
- チェイン（2014年）主演・藤崎亜耶乃役
- アオギリにたくして（2014年、第一回JASRAC音楽文化賞受賞）片桐千草役
- 狂犬 -CRAZE DOG-（2016年、ゆうばり国際ファンタスティック映画祭 オフシアター部門ノミネート）ミドリ役
- 公衆電話（2018年、岩槻映画祭、横浜映像天国にてグランプリ 他、SSFF & ASIAなど含めた16冠）主演・咲役
- 想像だけで素晴らしいんだ -GO TO THE FUTURE-(2018年) カオリ役
- カセットテープ（2018年、八王子映画祭グランプリ、山形国際ムービーフェスティバルにて準グランプリ 他、札幌国際映画祭など6冠）主演・咲役
- 星に語りて〜Starry Sky〜（2019年、JAPAN CONNECTS HLLY WOOD 2020 ）岡本真澄
- スティール・アンジー (2019年、スペインNOIDENTITY国際アクション映画祭、 キエフ国際映画祭、ハンブルク日本映画祭、Urban Action Showcase International Action Film Festival 最優秀アクションシーケンス賞 受賞) 上月侑花役
- Where is TOKYO?（2019年）Rei役
- 幸福な囚人（2019年）野村綾香役
- Solitude（2020年）友情出演
- リフレインの鼓動（2021年）レイコ役
- 除霊女（2022年）主演・藤堂千草役
- ムーンライト・ダイナー（2022年）主演・レイ役
- BASEBALL CAP（2022年）清宮菜摘役
- コインランドリーカタルシス（2023年）女役
- ホゾを咬む（2023年）[2]

### 舞台
- 楽園の東（2006年、池袋演劇祭受賞、大塚萬劇場）恵子役
- 見よ、飛行機の高く飛べるを（2007年、俳優座劇場）山森ちか役 作・永井愛
- 3人による劇的朗読劇 苦情の手紙（2008年、シアターサンモール）作・演出 中野俊成
- てのひらからこぼれた5つの思い出（2012年、中野スタジオあくとれ）朗読劇
- 君死にたまふことなかれ(2012年、両国エアースタジオ）尾崎冬子役
- なまず（2013年、東京芸術劇場シアターイースト）沼泥軒露子役、他3役 作・演出 天願大介
- 7丁目16番地ゆめ屋〜ROCKの巻〜（2013年両国エアースタジオ）咲希役
- オサエロ（2013年両国エアースタジオ）沢口夏子役
- MOTHER〜特攻の母 鳥濱トメ物語〜（2013年12月 新国立劇場）久保田喜美子役 作・演出 藤森一郎
- MOTHER〜特攻の母 鳥濱トメ物語〜（2014年3月 広島アステールプラザ/神戸オリエンタル劇場）久保田喜美子役
- 小松政夫一座旗揚げ公演 しあわせのコンドル食堂（2014年6月 THEATRE1010）春野うらら役
- コメディアワー 〜必笑祈願 笑う門には福来たる!!（2014年9月、三越劇場）
- 天国のシャボン玉ホリデー（2015年3月、三越劇場）
- 最後の愛人（2015年6月、サンモールスタジオ）ヒロイン・さくら役
- MOTEL（2015年8月、武蔵野芸能劇場）前原陽子役
- エリカな人々〜この愛らしい、恥さらしな世代へ〜（2016年4月、赤坂RED/THEATER）捺子役  脚本・演出 矢島弘一
- ありふれた関係（2017年、下北沢Geki地下Liberty）弘子役   脚本・演出 ブラジリィー・アン・山田
- 吐露（2019年、下北沢Geki地下Liberty）ユリ役 脚本・演出 えのもとぐりむ
- 春、揺らぐ、勿忘草（2019年、リトルトーキョー）ヒロイン・春子役  脚本・演出 安達健太郎 × えのもとぐりむ
- 入院王～あんなに可愛かったミナミさん～（2019年7月5日～7日、恵比寿・エコー劇場）脚本・上野耕一郎／演出・谷口健太郎
- 朗読劇  でかける時はいつも（2019年、新宿眼下画廊）アキ役 脚本・演出 えのもとぐりむ
- フクロウガスム（2019年、赤坂RED/THEATER）木葉・母役 脚本・演出 えのもとぐりむ
- 明日花-あしたばな-（2020年、下北沢「劇」小劇場）久美子役  脚本・岩瀬晶子／演出・たんじだいご
- わすれゆくなかで（2020年、ライブスペーススペシャルカラーズ）恭子役
- 夜鳥翔べ〜夜を生きる〜歌舞伎町ホスト手塚マキ物語（2022年、シアターモリエール）エミ役 製作総指揮・倉科遼／演出・⼭⼝篤司
- ゴミノクワイ（2022年、赤坂RED/THEATER）桑井磯美役 脚本・演出 えのもとぐりむ
- 華麗なる散歩の会 喫茶朗読会「ハンチングの男、そのぱっとしない世界」（2023年、こはぜ珈琲早稲田店）脚本・演出 松本稔
- 崖っぷちウォリアーズ「8 eight」(2023年、下北沢駅前劇場）明日香役 脚本・渡辺雄介／演出・すがおゆうじ

### オリジナルビデオ
- 麻雀王子（2010年）ヒロイン・本宮亜子役
- One〜ひとつになりたい〜（2011年）美沙役

### Webドラマ
- ラブ・コレ2東京Love Collection（2006年、GyaO）ケイコ役
- 恋のパラドラ〜月の輝く夜に〜 第1話（2007年）
- 恋のパラドラ〜遠い空の向こう〜 第7話（2007年）
- 恋のパラドラ〜バレンタインデーの贈り物〜 第8話（2007年）主演・高田りつ子役
- OLD ROOTS コラボ企画「歪み」（2020年）
- ヴァンゆんチャンネル「鏡桜」（2021年）山本妻役
- 東京カレンダー「港区女子」第2話（2022年）
- ジーンシアター「Under the night」（2023年）

### CM
- リクルート「住宅情報賃貸版フォレント」（2003年）
- アリコジャパン「きちんとそなえる生活習慣病保険」（2005年）
- オープンテクノ「企業CM」（2005年）
- サイサン「Gas One」（2005年〜2011年）イメージヒロイン
- トヨタUグループ「タイヤソムリエ」（2005年〜2006年）
- アデランス「テレフォンヘアチェック」（2006年〜2007年）
- 千葉銀行「Cash Top」（2006年〜2008年）イメージガール
- 大鵬薬品「ゼノール FX」（2006年〜2011年）イメージキャラクター
- コカコーラ「OASIS」（2009年〜2010年）イギリス、アイルランド
- 山梨県「ビタミンやまなし〜キレイをシェアする週末旅。」（2011年）
- 眼鏡市場「ワンデーアキュビューディファイン」（2010年〜2011年）
- 本田技研工業「HONDA Life」（2010年〜2014年）
- エバージーン「Dear Gene」（2014年〜2015年）
- Microsoft 「SharePoint」（2016年）
- ユニ・チャーム「オヤスミマン」(2016年～2020年）
- NEC「2040年の自治体の姿」(2018年～2020年）
- 新日本製薬「パーフェクトワン・モイスチャージェル」(2018年〜2019年)
- 大和ハウス XEVO・Σ(2018年〜2019年)
- かんぽ生命  「かんぽつながる安心活動 家族も一緒に篇」（2018年〜2019年）
- モランボン「素材、きわだつ。」(2019年〜2022年)
- 東京都「ラムサール条約湿地 葛西海浜公園」（2020年）
- ホテル「inumo 芝公園 by Villa Fontaine」（2022年）
- 住友不動産「有明ガーデン」（2022年）
- 住友不動産「ヴィラフォンテーヌ東京羽田」（2022年）

### MV
- 小松優一「星でも眺めよう」（2007年）徳間ジャパンコミュニケーションズ
- みやび／MIZUKI 「hide-and-seek」(2017年)

### 雑誌
- 週刊プレイボーイ（2005年NO.10）集英社
- 週刊ヤングマガジン（2006年NO.41）講談社
- アップトゥボーイ（2006年NO.174）ワニブックス
- グラビアザテレビジョン（2006年vol.2）角川マガジンズ
- ゴルフメカニック〜ゴルフ娘100切りレッスン（2009年9月〜2010年3月）エンターブレイン、谷将貴に指導を受ける

## リリース作品

### DVD
- 「Reichu!」（2005年7月20日発売）ラインコミュニケーションズ